# Krisztián Adorján
Krisztián Adorján (Budapest, 19 gennaio 1993) è un ex calciatore ungherese, di ruolo centrocampista.

## Caratteristiche tecniche
Attaccante molto abile nelle ripartenze e ad intercettare i cross serviti dai compagni, è dotato di una buona visione di gioco.

## Carriera

### Club

#### Gli inizi ed il passaggio al Liverpool
Cresce calcisticamente nell'MTK Budapest club della sua città nel 2009 durante una partita della squadra giovanile viene notato da scout del Liverpool che colpiti dal suo talento lo portano a firmare un contratto quinquennale con il club inglese, nel giro di 2 anni grazie alle ottime prestazioni passa dall'Under-18 all'Under-21 venendo spesso fatto allenare con la prima squadra, tanto che Brendan Rodgers colpito dalle qualità del ragazzo lo aggrega per tutto il ritiro pre-stagionale del 2012 facendogli giocare anche alcuni spezzoni di amichevoli estive.

#### Il prestito al Groningen
Per la stagione 2013-14 i reds decidono di farlo maturare ulteriormente mandandolo a giocare in prestito e il 23 luglio 2013 si trasferisce al Groningen nei Paesi Bassi. Nel corso della stagione si dimostra uno dei giovani emergenti migliori del campionato conducendo il club ad un ottimo settimo posto finale con un bottino personale di 19 presenze e 3 gol.

#### Novara
A fine stagione torna al Liverpool venendo inserito in prima squadra svolge tutta la preparazione estiva riuscendo a giocare anche l'International Champions Cup, il 1º settembre 2014 viene acquistato a titolo definitivo dal Novara. La stagione non va come previsto il giocatore infatti durante quasi tutto il campionato resta fermo per un grave infortunio rientrando a disposizione del mister Mimmo Toscano solo nelle ultime giornate di campionato, facendo il suo esordio il 20 aprile nel match vinto per 2-0 contro la Giana Erminio, prende parte anche nella vittoriosa Supercoppa di Lega Pro dove fornisce l'assist del momentaneo 1-1 nella partita che finirà poi 3-2 contro la Salernitana. La stagione successiva con la squadra promossa in Serie B lo vede recuperare dai postumi dell'infortunio giocando complessivamente 8 incontri, mentre il campionato 2016-17 lo vede finalmente recuperato dall'infortunio divenendo in breve tempo uno dei titolari, riuscendo a segnare il suo primo gol con la maglia del Novara il 20 settembre nel 2-2 casalingo contro il Latina. Riesce ad andare nuovamente a segno il 29 ottobre nella sconfitta del "Liberati" contro la Ternana per 4-3 riuscendo a chiudere l'annata con 25 presenze e 2 reti.

#### Partizani Tirana e Dundalk
Dopo tre stagioni e 32 presenze con 2 reti passate a Novara, il 2 agosto 2017 passa in prestito in Albania al Partizani Tirana, ma dopo 9 presenze nella sessione invernale di calciomercato lascia il club albanese per andare in prestito al Dundalk. Debutta in campionato il 16 febbraio nel pareggio interno contro il Bray Wanderers; mentre segna la prima rete il 14 maggio nell'ampia vittoria per 1-4 contro il Derry City. Nel pentamestre in Irlanda gioca con maggiore continuità fornendo prestazioni interessanti, riuscendo ad esordire nelle coppe europee il 12 luglio 2018 contro il Levadia Tallinn (vittoria per 0-1). Conclude l'esperienza con 20 presenze all'attivo e 3 reti, tra tutte lo competizioni.

#### Entella
Per il campionato 2018-19 torna in Italia venendo acquistato dall'Entella dove ritrova Roberto Boscaglia, suo allenatore a Novara. Debutta il 12 agosto nel terzo turno di Coppa Italia contro la Salernitana. Segna il suo primo gol il 6 dicembre nel derby ligure contro il Genoa segnando il gol del definitivo 3-3 nei minuti di recupero del secondo tempo supplementare; l'Entella vincerà ai rigori venendo poi eliminata dalla Roma nel turno successivo. Quello rimane il suo unico gol segnato in 21 presenze complessive tra Coppa e Serie C dato che a fine febbraio riporta una lesione del legamento crociato anteriore del ginocchio destro con conseguente operazione. Torna a giocare, e a segnare, in amichevole cinque mesi più tardi nel ritiro estivo. Il 19 ottobre torna in campo negli ultimi minuti di Entella-Trapani 1-1 in Serie B e la settimana seguente gioca da titolare in Ascoli-Entella 2-1. A fine stagione, dopo 27 presenze e 1 gol in tutto con l’Entella, rimane svincolato.

#### Budafok e Honvéd
Il 25 agosto 2021, dopo una stagione da svincolato, si trasferisce al Budafok. Il 12 settembre seguente debutta in Nemzeti Bajnokság II subentrando al 76' minuto; pochi giorni dopo, il 18 settembre, segna la prima rete con il club contro il Pápai SE nella gara valevole per la coppa ungherese vinta 1-4. Dopo due stagioni giocate da titolare e su buoni livelli, in vista della stagione 2023-24 accetta la proposta dell'Honvéd. Titolare dell'undici rossonero, segna il suo primo gol nella penultima giornata di campionato nel 2-2 interno contro il Gyirmót. Al termine della stagione, all'età di soli 31 anni annuncia il ritiro dal calcio giocato.

### Nazionale
Ha iniziato la trafila con la Nazionale Ungherese nel 2010 con l'Under-17 giocando 5 partite e segnando 2 gol, viste le ottime prestazioni l'anno successivo scende in campo in 4 occasioni segnando un gol con l'Under-19. dal 2012 al 2013 viene chiamato dal ct 	Robert Kilin con l'Under-21 giocando alcune partite di qualificazione per l'europeo Under-21 2013 mettendo a segno 3 reti in 8 partite e rimanendo un punto fermo dell'attacco. Il 13 dicembre 2015 viene chiamato in nazionale maggiore dal ct Bernd Storck per uno stage con i migliori giovani ungheresi in vista dell'europeo 2016.
Viene convocato per la prima volta in nazionale maggiore per la sfida del 25 marzo 2017 valida per la qualificazione al campionato del mondo 2018 contro il Portogallo rimanendo tuttavia in panchina.

## Statistiche

### Presenze e reti nei club
Statistiche aggiornate al 21 giugno 2024.
| Stagione        | Club             | Campionato      | Campionato | Campionato | Coppe nazionali | Coppe nazionali | Coppe nazionali | Coppe continentali | Coppe continentali | Coppe continentali | Supercoppe | Supercoppe | Supercoppe | Totale | Totale |
| Stagione        | Club             | Comp            | Pres       | Reti       | Comp            | Pres            | Reti            | Comp               | Pres               | Reti               | Comp       | Pres       | Reti       | Pres   | Reti   |
| --------------- | ---------------- | --------------- | ---------- | ---------- | --------------- | --------------- | --------------- | ------------------ | ------------------ | ------------------ | ---------- | ---------- | ---------- | ------ | ------ |
| 2013-2014       | Groningen        | ED              | 19         | 3          | CO              | 2               | 0               | UEL                | 0                  | 0                  | -          | -          | -          | 21     | 3      |
| 2014-2015       | Novara           | LP              | 2          | 0          | CI+CI-LP        | 0+0             | 0+0             | -                  | -                  | -                  | SL-LP      | 1          | 0          | 3      | 0      |
| 2015-2016       | Novara           | B               | 6+1        | 0          | CI              | 1               | 0               | -                  | -                  | -                  | -          | -          | -          | 8      | 0      |
| 2016-2017       | Novara           | B               | 24         | 2          | CI              | 3               | 0               | -                  | -                  | -                  | -          | -          | -          | 27     | 2      |
| Totale Novara   | Totale Novara    | Totale Novara   | 32+1       | 2          |                 | 4               | 0               |                    | -                  | -                  |            | 1          | 0          | 38     | 2      |
| 2017-gen. 2018  | Partizani Tirana | KS              | 9          | 0          | CA              | 3               | 1               | UEL                | 0                  | 0                  | -          | -          | -          | 12     | 1      |
| 2018            | Dundalk          | PD              | 16         | 3          | FAICup+CdL      | 0+1             | 0+0             | UEL                | 2                  | 0                  | SI         | 1          | 0          | 20     | 3      |
| 2018-2019       | Virtus Entella   | C               | 18         | 0          | CI+CI-LP        | 3+0             | 1+0             | -                  | -                  | -                  | -          | -          | -          | 21     | 1      |
| 2019-2020       | Virtus Entella   | B               | 6          | 0          | CI              | 0               | 0               | -                  | -                  | -                  | -          | -          | -          | 6      | 0      |
| Totale Entella  | Totale Entella   | Totale Entella  | 24         | 0          |                 | 3+0             | 1+0             |                    | -                  | -                  |            | -          | -          | 27     | 1      |
| 2021-2022       | Budafok          | NBII            | 29         | 1          | MK              | 2               | 1               | -                  | -                  | -                  | -          | -          | -          | 31     | 2      |
| 2022-2023       | Budafok          | NBII            | 36         | 2          | MK              | 4               | 0               | -                  | -                  | -                  | -          | -          | -          | 40     | 2      |
| Totale Budafok  | Totale Budafok   | Totale Budafok  | 65         | 3          |                 | 6               | 1               |                    | -                  | -                  |            | -          | -          | 71     | 4      |
| 2023-2024       | Honvéd           | NBII            | 29         | 1          | MK              | 2               | 0               | -                  | -                  | -                  | -          | -          | -          | 31     | 1      |
| Totale carriera | Totale carriera  | Totale carriera | 198+1      | 12         |                 | 21              | 3               |                    | 2                  | 0                  |            | 2          | 0          | 224    | 15     |

## Palmarès

### Club

#### Competizioni nazionali
- Lega Pro: 1

Novara: 2014-2015
- Supercoppa di Lega Pro: 1

Novara: 2015
- Serie C: 1

Virtus Entella: 2018-2019 (Girone A)
- Campionato irlandese: 1

Dundalk: 2018